# Łomża
Łomża là một thị trấn thuộc huyện Łomża, tỉnh Podlaskie ở đông-bắc Ba Lan. Thị trấn có diện tích 33 km². Đến ngày 1 tháng 1 năm 2011, dân số của thị trấn là 63221 người và mật độ 1935 người/km².